# Hechtdorsch
Der Hechtdorsch (Merluccius merluccius), oft auch als Europäischer Seehecht bezeichnet, ist eine Art der Seehechte (Merlucciidae), der an den europäischen Atlantikküsten heimisch ist.

## Merkmale
Der Hechtdorsch hat einen torpedoförmig verlängerten Körper und wird bis zu einem Meter lang sowie etwa zehn Kilogramm schwer. Der Kopf besitzt ein oberständiges Maul, welches bis unter die Augen reicht und mit langen, sehr spitzen Zähnen bestückt ist. Der Rücken und die Flanken sind dunkelgrau, die Bauchseite silbrig-grau bis weiß gefärbt.
Die zweiteilige Rückenflosse besitzt 9 bis 10 vordere und 37 bis 40 hintere Flossenstrahlen. Die Afterflosse besteht aus 36 bis 40 Flossenstrahlen, die Bauchflossen sind kehlständig.

## Verbreitung
Der Hechtdorsch lebt in den küstennahen Zonen des östlichen Atlantischen Ozeans von Nordskandinavien und Island bis Nordafrika sowie der Nordsee und dem Mittelmeer.

## Lebensweise
Die Fische leben im Freiwasser (Pelagial) in Gebieten mit Wassertiefen von 200 bis 300 Metern. Sie ernähren sich vor allem von Schwarmfischen wie den Heringen, die sie vor allem nachts im oberflächennahen Wasser jagen. Tagsüber ziehen sie sich ebenso wie ihre Beutefische in tiefere Wasserschichten oder zum Meeresgrund zurück.
Die Laichzeit des Hechtdorschs liegt zwischen Mai und August, wobei die etwa einen Millimeter großen Eier in einer Tiefe von etwa 200 Metern abgegeben werden. Die Eier treiben im Freiwasser und fallen nicht zum Meeresboden ab. Die Geschlechtsreife erreichen die männlichen Tiere mit drei bis vier, die weiblichen mit etwa acht Jahren.

## Systematik
Der Hechtdorsch ist eine von 15 Arten der Gattung Merluccius innerhalb der Seehechte (Merlucciidae).

## Belege